# Monodella relicta
Monodella relicta är en kräftdjursart som beskrevs av Por 1962. Monodella relicta ingår i släktet Monodella och familjen Monodellidae. Inga underarter finns listade i Catalogue of Life.